# Frederick Parslow
Frederick „Fred“ Henry Parslow (* 14. August 1932; † 26. Januar 2017) war ein australischer Schauspieler bei Theater, Fernsehen und Film. 
Parslow war seit 1955 Mitglied der Melbourne Theatre Company und wirkte im Laufe seines Lebens an vielen Theaterproduktionen mit. Zwischen 1958 und 2000 war er auch in vielen Fernsehproduktionen und gelegentlich in Kinofilmen zu sehen. Im deutschsprachigen Raum wurde er vor allem durch seine Rollen in den Kinderserien Achtung! Streng Geheim! (als Sir Joshua Cranberry) und Auf der Suche nach der Schatzinsel (als Captain Smith) bekannt.
Parslow wurde für seine Verdienste um die Schauspielerei 1987 zum Mitglied des Order of Australia ernannt. Parslow starb im Januar 2017 im Alter von 84 Jahren, nur wenige Monate nach seiner Ehefrau Joan, und hinterließ einen Sohn.

## Filmografie (Auswahl)
- 1958: As You Are (Fernsehfilm)
- 1973: Alvin Purple
- 1976–1977: The Sullivans (Fernsehserie, 76 Folgen)
- 1977: Die letzte Flut (The Last Wave)
- 1978: Wie ein Vogel im Wind (Against the Wind; Fernseh-Miniserie, 7 Folgen)
- 1988: Dada bedeutet Tod (Dadah Is Death, Fernsehfilm)
- 1989: The Humpty Dumpty Man
- 1989: Meine Pferde – Meine Liebe (Minnamurra)
- 1990: Nachbarn (Neighbours; Fernsehserie, 16 Folgen)
- 1994–1995: Achtung! Streng Geheim! (Mission Top Secret; Fernsehserie, 12 Folgen)
- 1998–2000: Auf der Suche nach der Schatzinsel (Search for Treasure Island; Fernsehserie, 22 Folgen)